# Gonzalo Coelho
Gonzalo Coelho (Florencia, ca. 1451 - Sevilla, 1512) fue un marino, conquistador y explorador nacido en Italia que estuvo al servicio de la Corona portuguesa. Comandó dos expediciones (1501-02 y 1503-04) que exploraron gran parte de la costa de Brasil.
Aunque poco se sabe de su preparación, se conoce que estudió en Pisa antes de marcharse a Portugal.

## Primer viaje a Brasil (1501-02)
Tras el descubrimiento de Brasil realizado en 1500 por la flota comandada por Pedro Álvares Cabral, poco se sabía en Portugal sobre la costa norte brasileña, por lo que urgía la necesidad de despachar una expedición exploradora que reconociese principalmente la región situada más allá de la línea divisoria del Tratado de Tordesillas. Las mejores fuentes atribuyen el mando de esta expedición a Coelho, navegante ya experimentado, que fue enviado en 1501. (Otras sostienen que estuvo al mando de Gaspar de Lemos o de André Gonçalves, que ya habían acompañado a Cabral el año anterior, y alguna otra lo confunde con Gaspar da Gama, un cristiano nuevo al que Vasco de Gama había apresado en su segundo viaje a la India en 1498).
El 10 de mayo zarpó de Lisboa como capitan-mor de una flota de tres carabelas. En la tripulación iba un florentino recién llegado de Sevilla, Amerigo Vespucci. El 17 de agosto la expedición arribó a la costa brasileña, alrededor de los 5° S. La flota continuó hacia el sur, llegando a la bahía de Guanabara (23° S) en el día de Año Nuevo de 1502, nombrándola "Río de Janeiro". Navegaron dos grados más al sur (hasta la moderna Cananéia) antes de dejar Brasil el 13 de febrero de 1502. Sólo una de las tres carabelas regresó a Lisboa el 7 de septiembre.

## Segundo viaje a Brasil (1503-04)
Coelho zarpó nuevamente de Lisboa el 10 de mayo de 1503, esta vez con una flota de seis barcos, en un viaje que tenía como fin principal la exploración de varias islas. Vespucci una vez más lo acompañaba, ahora como capitán de una de las naves. Luego de detenerse en las islas de Cabo Verde, las naves llegaron a «una isla en medio del mar» (probablemente la isla Ascensión), donde el buque insignia encalló y naufragó el 10 de agosto. Todos los hombres fueron salvados, siendo transportados en el barco de Vespucci. Arribaron a un puerto, donde se encontró con una de las flotas. Luego navegó hacia el Brasil, a donde llegó en noviembre en una bahía que llamaron «Todos os Santos» (hoy bahía de Todos los Santos). Después de esperar en vano ahí al resto de la flota, navegaron hacia el sur a otra bahía, donde permanecieron durante cinco meses, construyendo una fortaleza y cargando leña. Dejaron veinticuatro hombres en el fuerte para acopiar más madera y se embarcaron para Lisboa, a donde llegaron el 28 de junio de 1504.
Los comerciantes que financiaron la expedición, entre ellos Fernando de Noronha, consiguieron arrendar las tierras brasileñas por un período de tres años para explotar el palo brasil. A cambio, los arrendatarios se comprometían a construir asentamientos y pagar a la corona parte del lucro obtenido. El arrendamiento fue renovado en otras dos ocasiones, en 1505 y en 1513.
Como consecuencia del contrato y de la expedición de Gonzalo Coelho, el rey Manuel I de Portugal dona a Fernando de Noronha la primera Capitanía hereditaria del litoral brasileño: la isla de São João da Quaresma, actual Fernando de Noronha, una capitanía marina.
Su hijo bastardo, Duarte Coelho, recibió de Juan III de Portugal la capitanía de Pernambuco el 10 de marzo de 1534 por los servicios que había prestado a la Corona en la India.